# Lista de kickboxers masculinos
Lista de kickboxers profissionais. Na lista estão incluídos profissionais de artes marciais como lethwei, kickboxing, muay thai, savate, san shou, pradal Serey e shoot boxing.

## A
- Cyril Abidi
- Benjamin Adegbuyi
- Israel Adesanya
- Peter Aerts
- Vitali Akhramenko
- Cosmo Alexandre
- Dennis Alexio
- Hiromi Amada
- Andrei Arlovski
- Chalid Arrab
- Dzhabar Askerov
- Riyadh Al-Azzawi

## B
Bruno Gazani 
- Xhavit Bajrami
- Gilbert Ballantine
- Ashwin Balrak
- Buakaw Banchamek
- Patrick Barry
- Jamal Ben Saddik
- Naoufal Benazzouz
- Mike Bernardo
- Mourad Bouzidi
- Shemsi Beqiri
- Dany Bill
- Bjorn Bregy
- Mladen Brestovac
- Clifton Brown
- Remy Bonjasky
- Francois Botha
- Ben Burton
- Curtis Bush

## C
- Shane Campbell
- Marfio Canoletti
- Lucien Carbin
- Raul Cătinaş
- Faldir Chahbari
- Shane Chapman
- Rick Cheek
- In Jin Chi
- Hong Man Choi
- Lamsongkram Chuwattana
- Branko Cikatić
- Sebastian Ciobanu
- Roberto Cocco
- Vuyisile Colossa
- Nathan Corbett
- Peter Cunningham
- Bruno Capoeira Santos
- André Castellani Neto

## D
- David Dancrade
- Gary Daniels
- Johnny "Superfoot" Davis
- Daniel Dawson
- Ramon Dekkers
- Giuseppe DeNatale
- Erhan Deniz
- Cyrille Diabate
- Dida Diafat
- Andre Dida
- William Diender
- Gregorio Di Leo
- Murat Direkci
- Cédric Doumbé
- Brian Douwes
- Gago Drago

## E
- Marvin Eastman
- Ben Edwards
- Regian Eersel
- Chahid Oulad El Hadj
- Warren Elson
- Eric Esch

## F
- Naruepol Fairtex
- Yodsanklai Fairtex
- Glaube Feitosa
- Francisco Filho
- Mirko Filipović
- Yusuke Fujimoto
- Toshio Fujiwara

## G
- Hesdy Gerges
- Daniel Ghiţă
- Kash Gill
- Michał Głogowski
- Konstantin Gluhov
- Rodney Glunder
- Peter Graham
- Sam Greco
- Alex Gong
- Gary Goodridge
- Murthel Groenhart
- Brice Guidon
- Vitaly Gurkov
- Sergei Gur
- Zamin Guseynov

## H
- Liu Hailong
- Badr Hari
- Lee Hasdell
- Erling Havnå
- Hayato
- Topi Helin
- Claudio Hilario
- Ivan Hippolyte
- Hiroya
- Martin Holm
- Nieky Holzken
- Hiraku Hori
- Ernesto Hoost
- Andy Hug
- Mark Hunt
- Ondřej Hutník

## I
- Ionut Iftimoaie
- Alexey Ignashov
- Takashi Ito

## J
- Aziz Jahjah
- Duncan Airlie James
- Łukasz Jarosz
- Singh Jaideep

## K
- Kaoklai Kaennorsing
- Leroy Kaestner
- Anuwat Kaewsamrit
- Nobuaki Kakuda
- Virgil Kalakoda
- Rob Kaman
- Attila Karacs
- Ruslan Karaev
- Joakim Karlsson
- Masaaki Kato
- Freddy Kemayo
- Mohammed Khamal
- Jomhod Kiatadisak
- Changpuek Kiatsongrit
- Yasuhiro Kido
- Taiei Kin
- Takayuki Kohiruimaki
- Kojiro
- Souleimane Konate
- Albert Kraus
- Jörgen Kruth
- Artur Kyshenko

## L
- Sergei Lascenko
- Ole Laursen
- Roman Logisch
- Cung Le
- Su Hwan Lee
- Jérôme Le Banner
- Stefan Leko
- Artem Levin
- Yohan Lidon
- Chi Bin Lim
- Luiz Augusto Alvarenga
- Alviar Lima
- Frank Lobman
- Ismael Londt
- Stan Longinidis
- Coban Lookchaomaesaitong

## M
- Abdallah Mabel
- Bruce Macfie
- Eli Madigan
- Keijiro Maeda
- Magomed Magomedov
- Eduardo Maiorino
- Simon Marcus
- Matheus Noya
- Petar Majstorovic
- Azem Maksutaj
- Malaipet
- Eduard Mammadov
- Melvin Manhoef
- Masato
- Ariel Mastov
- Paula Mataele
- Steve McKinnon
- Michael McDonald
- James McSweeney
- Joerie Mes
- Vitor Miranda
- Soren Monkongtong
- Remigijus Morkevicius
- Cătălin Moroşanu
- Gegard Mousasi
- Musashi

## N
- Yuichiro Nagashima
- Tsuyoshi Nakasako
- Jadamba Narantungalag
- Petr Nakonechnyi
- Alain Ngalani
- Jan Nortje
- Laecio Nunes

## O
- Marcus Öberg
- Kenichi Ogata
- Andy Ologun
- Bobby Ologun
- Domagoj Ostojic
- Alistair Overeem
- Valentijn Overeem
- Keiji Ozaki

## P
- Paulo Freitas

- Robert Parham
- John Wayne Parr
- Samart Payakaroon
- Alex Pereira
- Marvin Perry
- Giorgio Petrosyan
- Nicholas Pettas
- James Phillips
- Eh Phoutong
- Marek Piotrowski
- Fabio Pinca
- Marco Piqué
- Aleksandr Pitchkounov
- Dževad Poturak
- Rosario Presti
- Saiyok Pumpanmuang

## Q
- Wang Qiang
- Patrice Quarteron

## R
- Ramazan Ramazanov
- Adnan Redžović
- Andy Ristie
- Alex Roberts
- Jeff Roufus
- Rick Roufus
- Jairzinho Rozenstruik
- Bas Rutten
- Ravy Brunow

## S
- Anderson Silva
- Gökhan Saki
- Zabit Samedov
- Bob Sapp
- Masaaki Satake
- Yoshihiro Sato
- Tadashi Sawamura
- Junichi Sawayashiki
- Semmy Schilt
- Ray Sefo
- Mark Selbee
- Dmitry Shakuta
- Hiroki Shishido
- Mighty Mo Siligia
- Jefferson Silva
- Wanderlei Silva
- Rayen Simson
- Sirimongkol Singwangcha
- Apidej Sit Hrun
- Kem Sitsongpeenong
- Matt Skelton
- Paul Slowinski
- Peter Smit
- Maurice Smith
- Patrick Smith
- Yoshiji Soeno
- Saenchai Sor Kingstar
- Sudsakorn Sor Klinmee
- Andy Souwer
- Tyrone Spong
- Warren Stevelmans
- Ivan Strugar
- Jason Suttie
- Alain Sylvestre

## T
- Sinbi Taewoong
- Jordan Tai
- Kozo Takeda
- Leamy Tato
- Ewerton Teixeira
- Dieselnoi Chor Thanasukarn
- Jean-Yves Theriault
- Andrew Thomson
- Hideo Tokoro
- Marko Tomasović
- Gary Turner

## U
- Perry Ubeda
- Benny Urquidez
- Alexander Ustinov

## V
- Artem Vakhitov
- Lloyd van Dams
- Peter Varga
- Igor Vovchanchyn
- Ricardo Van Den Bos
- Jean Claude Van Damme
- Jayson Vemoa
- Rico Verhoeven
- Doug Viney
- Ginty Vrede
- Lucas Valente

## W
- Steven Wakeling
- Brecht Wallis
- Adam Watt
- Priest West
- Carter Williams
- Jason Wilnis
- Don Wilson
- Donovan Wisse
- Orono Wor Petchpun
- Sean Wright

## Y
- Şahin Yakut
- Norifumi Yamamoto
- Yuya Yamamoto
- Tetsuya Yamato
- Terutomo Yamazaki
- Serkan Yilmaz
- Gilbert Yvel

## Z
- Kim Khan Zaki
- Mike Zambidis
- Kristaps Zile
- Pavel Zhuravlev
- Errol Zimmerman